# Far Cry 5
Far Cry 5 je akční střílečka z pohledu první osoby z roku 2018 vyvinutá společnostmi Ubisoft Montreal a Ubisoft Toronto a vydaná Ubisoftem. Jedná se o samostatně stojícího nástupce titulu Far Cry 4 z roku 2014 a pátý hlavní díl v herní sérii Far Cry. Videohra byla vydána 27. března 2018 na Microsoft Windows, PlayStation 4 a Xbox One s podporou PlayStation 4 Pro a Xbox One X. Far Cry 5 je dostupné na všech třech platformách s českými titulky.
Videoherní spin-off a pokračování s názvem Far Cry New Dawn byl vydán v únoru 2019.

## Hratelnost
Far Cry 5 je podobný svým předchůdcům. Jedná se o  akční a dobrodružnou střílečku z pohledu první osoby, která je zasazena v otevřeném světe. Hráč jej může svobodně prozkoumávat, a to chůzí nebo pomocí různých vozidel. Na rozdíl od předchozích dílů, kde hráč hraje za předem stanovenou postavu, si v této hře může libovolně upravit její vzhled. Přestože může hráč použít při soubojích s nepřáteli řadu střelných a výbušných zbraní, je ve hře kladen důraz i na boj zblízka. Lze si tak vybrat ze širší škály zbraní na blízko než u předchozích titulů Far Cry. Kromě toho obsahuje Far Cry 5 u zbraní nový balistický systém. Například vystřelená a letící střela s narůstající vzdáleností klesá, aby hra a zbraně působily více realisticky.

## Příběh
Příběh hry se odehrává v okrese Hope County ve státě Montana v USA. Tento okres je ovšem již po dobu několik let pod násilnou nadvládou sektářského kultu, tzv. „Prorabáků“ (Peggies - Project Eden's Gate), vedených Josephem Seedem a jeho sourozenci Jacobem, Johnem a Faith. Hráč se ocitá v roli policisty nacházejícího se v misi s cílem zatknout „Otce“ Josepha Seeda a s ostatními služebníky přilétá vrtulníkem na sektářské kázání. Zde má hráč možnost si vybrat, zda chce Josepha zatknout, nebo ne. Pokud se rozhodne, že ne, tak hra skončí. Pokud ano, tak ho policisté odvedou do jejich vrtulníku, který se ocitne pod palbou a havaruje, načež jsou všichni policisté kromě hrdiny uneseni vojáky Seeda, kteří přijeli k havárii. Hráč se vydává na útěk. Poté má na výběr ze tří regionů; Henbane River, ovládaná Faith, Whitetail Mountains, které patří Jacobovi a Holland Valley, kde vládne John, a v každém z nich musí napáchat dostatek škod (ničení majetku sekty, vraždění důstojníků, dělání kšeftů pro odboj), aby ho daný vůdce regionu konfrontoval a vyzval ho na souboj, kde ho hráč zabije a zachrání svého uneseného kolegu. Po zabití všech sourozenců si jde hráč pro samotného Seeda na jeho ostrov, kde to vše začalo. Seed mu dá opět na výběr; odejdi, nebo mě zatkni. Oficiální konec je druhá možnost. Seed však hráče zdroguje a v halucinaci hráč musí zabíjet své přátele. Poté, co droga vyprší se ukáže, že měl Seed, který předpovídal apokalypsu pravdu, protože se objeví atomové bomby, dopadající na celou Ameriku a Hope County skončí v plamenech. Přežije jenom Seed a protagonista. Na tento konec navazuje pokračování Far Cry New Dawn.